# Doom
Doom (ili DOOM) je računalna igra iz 1993. godine koju je napravila tvrtka id Software. 
Ta oznaka predstavlja žanr igre iz prvog lica (first-person shooter). Naširoko je prepoznato u ovoj igri korištenje 3D grafike, te igranje igre u multiplayeru preko mreže (tzv. networked multiplayer gaming) na PC platformi. Isto tako postojala je podrška za igrače da stvore različito okruženje u igri (WAD). 
Ova igra je bila stvorena kao besplatni softver koji se može distribuirati (shareware), te se procijenjuje da ju je u roku od dvije godine skinulo s Interneta 10,000.000 ljudi što joj je donijelo veliku popularnost, pogotovo u načinu igranja. Doom igra ubrzo je postala uzor mnogim drugim igrama iz prvog lica, koje su bile izrađene sredinom 1990. godine. Takve igre su bile poznate i kao tzv. Doom klonovi. Grafika ove igre te mnogo nasilja učinili su ovu igru predmetom rasprava koji sežu izvan svijeta igara. Navodno da je Doom igra bila ocijenjena kao igra svih vremena.
Doom sada nije bila samo igra, već i privilegija te su ubrzo uslijedili mnogobrojni nastavci kao što su Doom II: Hell on Earth (1994.), te brojne ekspanzije koje uključuju The Ultimate Doom (1995.), Masters Levels for Doom II (1995.) i Final Doom (1996.). Originalno puštene u prodaju za PC s minimalno 80386 procesorom/DOS, ove igre su kasnije prebačene na ostale platforme, samo 32-bitne, koje uključuju i jedanaest igračih konzola. Serijal koji su uslijedili nakon originalnog Dooma su izgubili ugled jer je tehnologija Doom enginea bila nadmašena u devedesetim godinama. Unatoč tome Doom fanovi su i dalje stvarali nove WAD-ove, speedruning, te su modificirali izvorne kodove koji su bili objavljeni 1997. godine. Igra je ponovno postala popularna 2004. godine nakon izlaska Doom 3. Ta igra je redizajnirana originalna igra u kojoj se koristila moderna tehnologija izrade. Doom 3 igra je usko povezana i s filmom koji je izašao 2005. godine a naziva se Doom. 2016. godine izašao je Doom (2016.) koje je opet bilo djelo id softvera, ali ga je objavila Bethesda Softworks. Doom (2016.) je bio prvi veliki nastavak u seriji nakon Doom 3. Peta i trenutno posljednja glavna igra u serijalu je Doom Eternal objavljena 20. ožujka 2020. Ova igra je uključuje više multiplayer načina, kampanja i DLC-ova. 

## Sadržaj igre
Doom ima znanstvenu fantastiku/horor kao temu, te jednostavnu fabulu. Sadržaj igre je samo dan u priručniku koji se dobije s igrom, a unutar igre igrač dobiva kratke poruke prikazane između razina igre.
Igrač započinje igru kao neimenovani svemirski marinac (Doom fanovi ga nazivaju »Doomguy«), jedan od najjačih i najiskušenijih u bitci koji je bio deportiran na Mars zbog napada na višeg oficira koji mu je naredio da pobije nenaoružane civile. Zbog toga je glavni lik u igri prisiljen raditi za Union Areospace korporaciju (UAC), vojno-industrijski konglomerat koji provodi tajne eksperimente s teleportacijom između dva mjeseca Marsa (Fobos i Deimos). Iznenada, nešto krene po zlu te stvorenja iz pakla (Hell) dolaze iz teleportacijskih vrata. Obrana baze nije izdržala invaziju, te se sada u njoj nalaze demoni; svo osoblje je ubijeno i pretvoreno u zombije. Istovremeno mjesec Deimos iščezne potpuno. UAC tim s Marsa je poslan na mjesec Phobos da analizira nesreću, ali se ubrzo gube radio kontakti sa svima osim s glavnim likom igre čiji je jedini zadatak pobjeći živ.
Kako bi prešao igru igrač se mora boriti kroz tri epizode od kojih svaka sadržava devet razina. Knee-Deep in the Dead  je prva epizoda, te ujedno i jedina u shareware verziji, a smještena je u visoko tehnološkoj vojnoj bazi na Fobosu. Završava bitkom s Barons of Hell bićima, te kasnije ulaskom u teleporter koji vodi na Deimos mjesec. Tamo igrač biva nadjačan od strane različitih stvorenja i vidljivo mrtav. U sljedećoj epizodi Shores of Hell igrač putuje kroz Deimos i njegova postrojenja, čija su područja ispunjena gadnom arhitekturom. Nakon susreta s Cyberdemonom, istina o iščeznulom mjesecu dolazi na vidjelo. Mjesec pluta iznad pakla (Hell). Igrač se spušta na površinu, te u posljednjoj epizodi Inferno započinje pravu avanturu. Nakon uništenja posljednjeg bossa Spider Masterminda, tajna vrata se otvaraju za heroja koji se dokazao prečvrstim za sadržaj pakla. Ta vrata vode Zemlji. Ekspanzija Ultimate Doom donosi četvrtu epizodu Thy Flesh Consumed u kojoj se Marinac vraća na Zemlju. Drugim riječima, ona opisuje njegove avanture između prve tri tradicionalne epizode igara Doom i Doom II.